# Sackenomyia acerifoliae
Sackenomyia acerifoliae är en tvåvingeart som först beskrevs av Ephraim Porter Felt 1907.  Sackenomyia acerifoliae ingår i släktet Sackenomyia och familjen gallmyggor.
Artens utbredningsområde är New York. Inga underarter finns listade i Catalogue of Life.